# Józef Balewicz
Józef Balewicz herbu Gozdawa – obersztlejtnant wojsk koronnych, odznaczył się pod Wiedniem w 1683 roku.